# Omaha (folkgrupp)
För andra betydelser, se Omaha.

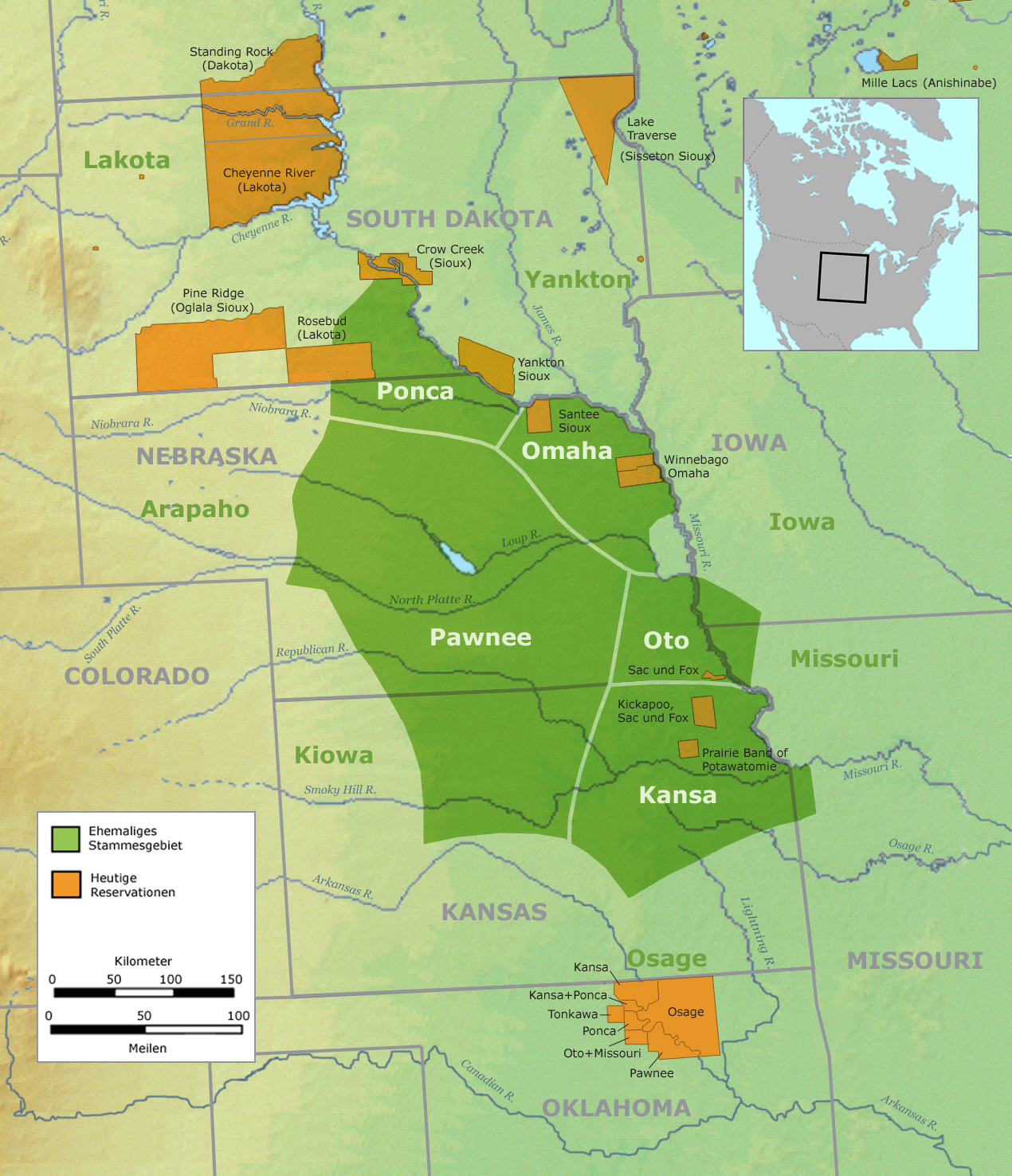
Historiskt bosättningsområde för Omaha, Ponca, Oto, Kansa och Pawnee i grönt. De orange markeringarna avser nuvarande indianreservat.

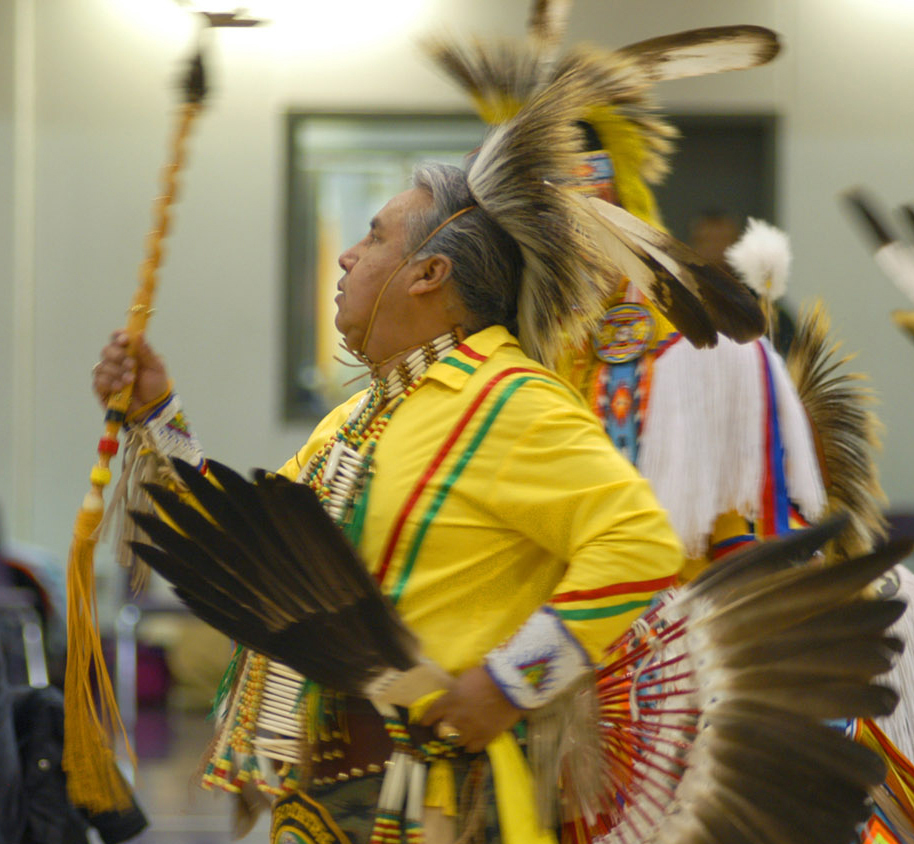
Dansande omaha-person

Omaha, egentligen Umanhan, är en nordamerikansk urbefolkning som talade Omaha-Ponca, en varietet av Dhegiha, ett Siouxspråk, och tillhörde präriefolkets kulturkrets. Deras traditionella bosättningsområde var i de östra delarna av nuvarande Nebraska. Omaha levde den större delen av året i bastanta jordhus och kombinerade framgångsrikt jordbruk med bisonjakt. Idag bor de flesta Omaha på Omaha Reservation, ett indianreservat i nordöstra Nebraska och västra Iowa. 

## Demografi
Forskningen anser att Omaha i historisk tid aldrig har överstig 3 000 personer. Efter smittkoppsepidemierna vid mitten och slutet av 1700-talet samlades alla Omaha i en enda by. Då beräknas det ha funnits närmare 2,800 Omaha. Tre nya smittkoppsepidemier 1801, 1831 och 1835 drabbade Omaha svårt. Efter 1860 medförde en mycket hög fertilitet och en sjunkande mortalitet att befolkningen återhämtade sig.
Vid den amerikanska folkräkningen 2000 rapporterade 5 298 människor att de räknade de sig som helt eller delvis Omaha.